# Герб Веракрусу
Герб вільної та суверенної держави Південна Нижня Каліфорнія — герб і державний геральдичний символ шуту Веракрус.
4 липня 1523 року у Вальядоліді Королівською грамотою королем Іспанії Карлом І та Німеччиною Карлом V місто Веракрус отримало герб. З огляду на його красу і зміст, 23 листопада 1954 року Законодавчий орган штату затвердив герб міста як герб Вільної і Суверенної Держави Веракрус-Лаве, сьогодні Веракрус де Ігнасіо де ла Лаве.

## Опис
Герб виконаний у кастильському стилі і заснований на середньовічному мотиві. Геральдика показує лише ті атрибути, які існують всередині кайми в центрі. Він пересічений на два поля: верхнє — зелене і нижнє — синє, увінчане червоним мальтійським хрестом, на раменах якого написано латинське слово «vera» (істина), що натякає на назву міста: Веракрус; у лазуровому полі золота фортеця з двома зубцями; у лазуровому полі дві срібні колони, на поясах яких слова «Plus» (на тій, що ліворуч) та «Ultra» (на тій, що праворуч), що означає «Поза межами».
Золота облямівка всипана тринадцятьма п'ятикутніми зірками синього кольору, що представляють провінції або регіони, які на той час належали до юрисдикції уряду Веракруса; синє поле означає «terra firme», а золота вежа з двома зубцями (у геральдиці — сила або велич) — «притулок Індій»; синє поле з колонами означає «море», а напис на ньому — «влада і королівство Іспанії»: влада, сила або велич) означає «притулок Індій»; азурове поле означає море, а колони і напис на ньому про те, що держава і королівство Іспанія перетинають Середземне море і Гібралтарську протоку Геркулесові стовпи древніх, традиційну межу мореплавців аж до відкриття Америки Колумбом і братами Пінцонами.

## Правова база
- Герб Вільної і Суверенної Держави Веракрус-Лаве приймається як герб, який буде розміщено нижче, і геральдичні символи якого є такими: «Розсічений щит, у верхній частині якого золотий синопсис і вежа, увінчані латинським хрестом, в центрі якого соболине слово Vera, а в нижній частині лазурове поле з колонами Plus Ultra, девіз, який свого часу був наданий віллі де Веракрус як висока честь; щит облямований тринадцятьма лазуровими зірками на золотому полі, і все це на тлі орнаменту з волютами і двома квітковими гірляндами, що сплелися між собою».— Політична конституція вільної і суверенної держави Веракрус, глава II, стаття 1.